# El Serrat (Castellcir)

El Serrat, respecte del terme de Castellcir

El Serrat és una masia del terme municipal de Castellcir, al Moianès.
Està situada a l'extrem sud-oest mateix del Carrer de l'Amargura, nucli principal actual del poble de Castellcir. És a ponent del Sot de les Mules.